# Grand rhombicosidodécaèdre uniforme
En géométrie, le grand rhombicosidodécaèdre est un polyèdre uniforme non-convexe, indexé sous le nom U67. Il est aussi appelé le quasirhombicosidodécaèdre.
Ce polyèdre partage son nom avec le grand rhombicosidodécaèdre convexe, qui est aussi appelé l'icosidodécaèdre tronqué. À cause de cette confusion, le mot uniforme a été ajouté au nom de cet article.
Il partage son arrangement de sommet avec le grand dodécaèdre tronqué et avec les composés uniformes de 6 ou 12 prismes pentagonaux.

## Coordonnées cartésiennes
Les coordonnées cartésiennes pour les sommets d'un rhombidodécadodécaèdre centré à l'origine sont toutes les permutations paires de
(±1/τ2, 0, ±(2−1/τ))
(±1, ±1/τ3, ±1)
(±1/τ, ±1/τ2, ±2/τ)
où τ = (1+√5)/2 est le nombre d'or (quelquefois écrit φ).